# 彭浦镇
彭浦镇，是中华人民共和国上海市静安区下辖的一个乡镇级行政单位。
彭浦镇面积7.88平方公里。户籍人口9.88万人（2008年）。

## 歷史
彭浦名稱來源自當地河流彭越浦。宋元年间，吴淞江受到霸王潮的影响，沿河民众建立庙宇来镇服水患。此庙后以汉初大将彭越为神，取名彭王庙。此河命名为彭越浦。
清道光十三年（1833年），清朝设立彭浦厂，向灾民赈灾施粥，灾后，厂也随之撤消。宣统三年（1910年），彭浦由厂改乡。1928年，彭浦乡由宝山县划入上海特别市，改设彭浦区，后又改為乡、公社、镇等行政建置，最大时面积有32平方公里；先后隶属於上海特别市、沪北区、宝山县、北郊区、闸北区和静安区。

## 行政区划
彭浦镇下辖以下居委会和村委会：
海鹰居委会、翔前居委会、场中路八零一弄居委会、绿园居委会、永和北第一居委会、广中西第一居委会、万荣东怡居委会、沪太路一零五一弄居委会、沪太路一一七零弄居委会、玉峰居委会、永和北第二居委会、洪泉居委会、万荣新苑居委会、沪太路一一八八弄居委会、共和新路三六五零弄居委会、广中西第二居委会、广中西第三居委会、万荣佳苑居委会、永和北第三居委会、场中路二千八百弄居委会、丽园居委会、阳城居委会、幸福一村居委会、幸福二村居委会、龙潭居委会、运城居委会、望景苑居委会、盛世家园居委会、白玉兰馨园居委会、龙馨嘉园居委会、广中苑居委会、美景雅苑居委会、广盛苑居委会、成亿花园居委会、永和家园居委会、晋城居委会和彭浦村村委会。